# Eigenrieden

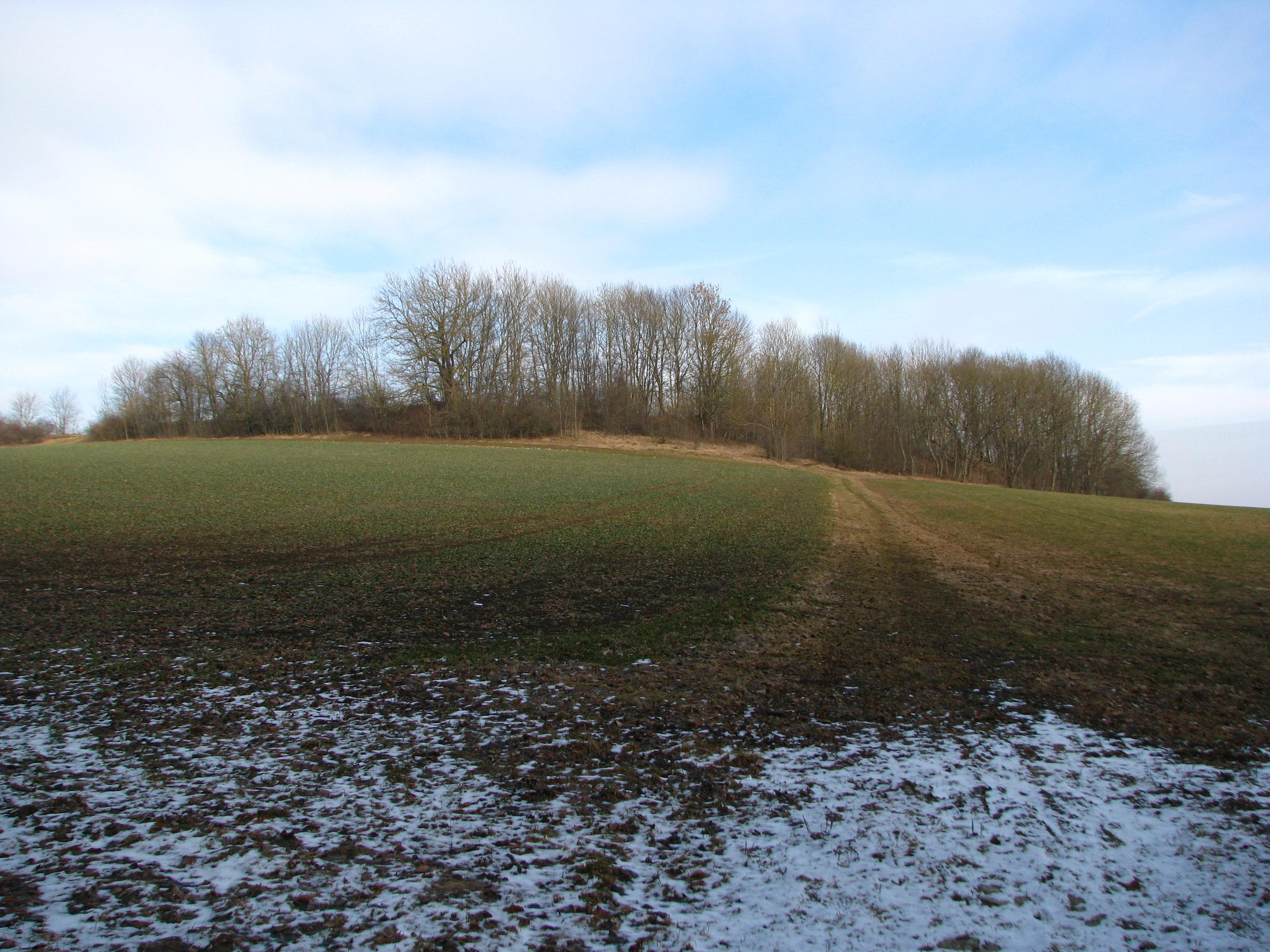
Der Burgberg bei Eigenrieden

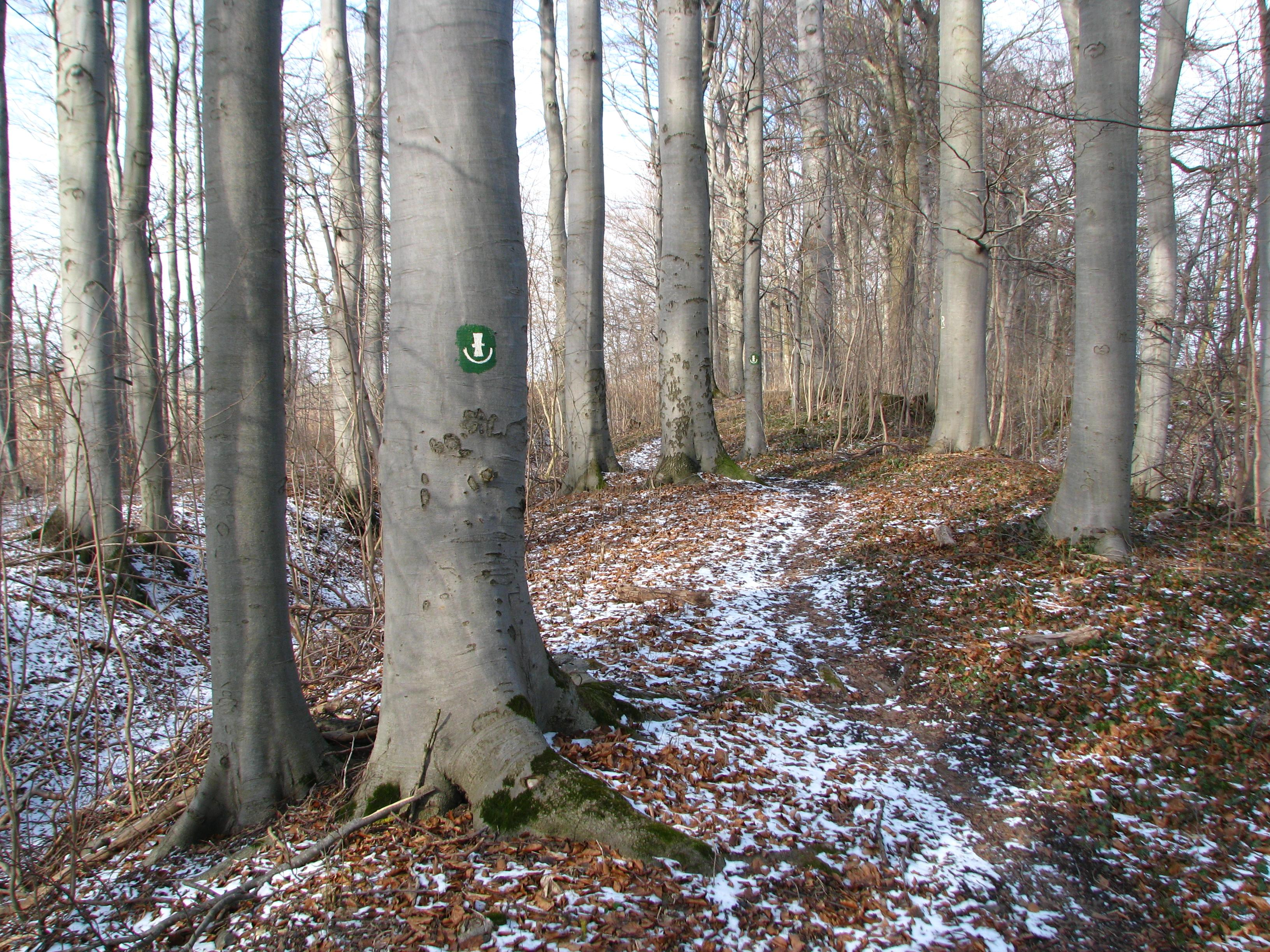
Der Mühlhäuser Landgraben bei Eigenrieden

Eigenrieden ist ein Ortsteil der Stadt Mühlhausen/Thüringen im nordwestthüringischen Unstrut-Hainich-Kreis.

## Lage
Die Ortslage liegt in einem Höhenbereich zwischen 445 und 478 m ü. NN. Die Gemarkung umfasst jedoch Teile des Hainich im Süden des Ortes und reicht im Norden bis an den Rand des Dörnaer Waldes. Diese teilt sich auf in den landwirtschaftlich genutzten Norden und den überwiegend forstwirtschaftlich genutzten Süden. Die Waldfläche Eigenriedens ist der westliche Teil des Mühlhäuser Stadtwaldes, des größten Kommunalwaldes Thüringens. Sie bildet den nordwestlichsten Zipfel des Hainich, eines ausgedehnten, überwiegend mit Buche bewaldeten Muschelkalkhöhenzuges. Auf Eigenrieder Gemarkung liegt mit dem 493 m hoch gelegenen Hohen Rode auch der zweithöchste Punkt des Hainich. Der Ort selbst liegt in einer Talmulde im ehemals reichsstädtischen Gebiet von Mühlhausen und nordöstlich der Burgstelle der Herren von Eigenrieden auf dem 489,1 m hohen Burgberg, einer der höchsten Erhebungen des Hainich. Im Westen grenzt der Ort direkt an den Mühlhäuser Landgraben.

## Geschichte
Erstmals urkundlich erwähnt wurde der Ort 1246 als Oygenrieden. Die Urkunde benennt einen Henricus de Oygeriedin als Zeugen für die Schenkung des Ortes an den in Mühlhausen ansässigen Deutschherrenorden. Der Ortsname weist auf seine Entstehungszeit hin, die hochmittelalterliche Rodungsperiode, während der Siedlungen in bisher nicht besiedeltem Waldland planmäßig angelegt wurden. Die Namensendung -rieden weist noch auf den Akt der damaligen Waldrodung hin.

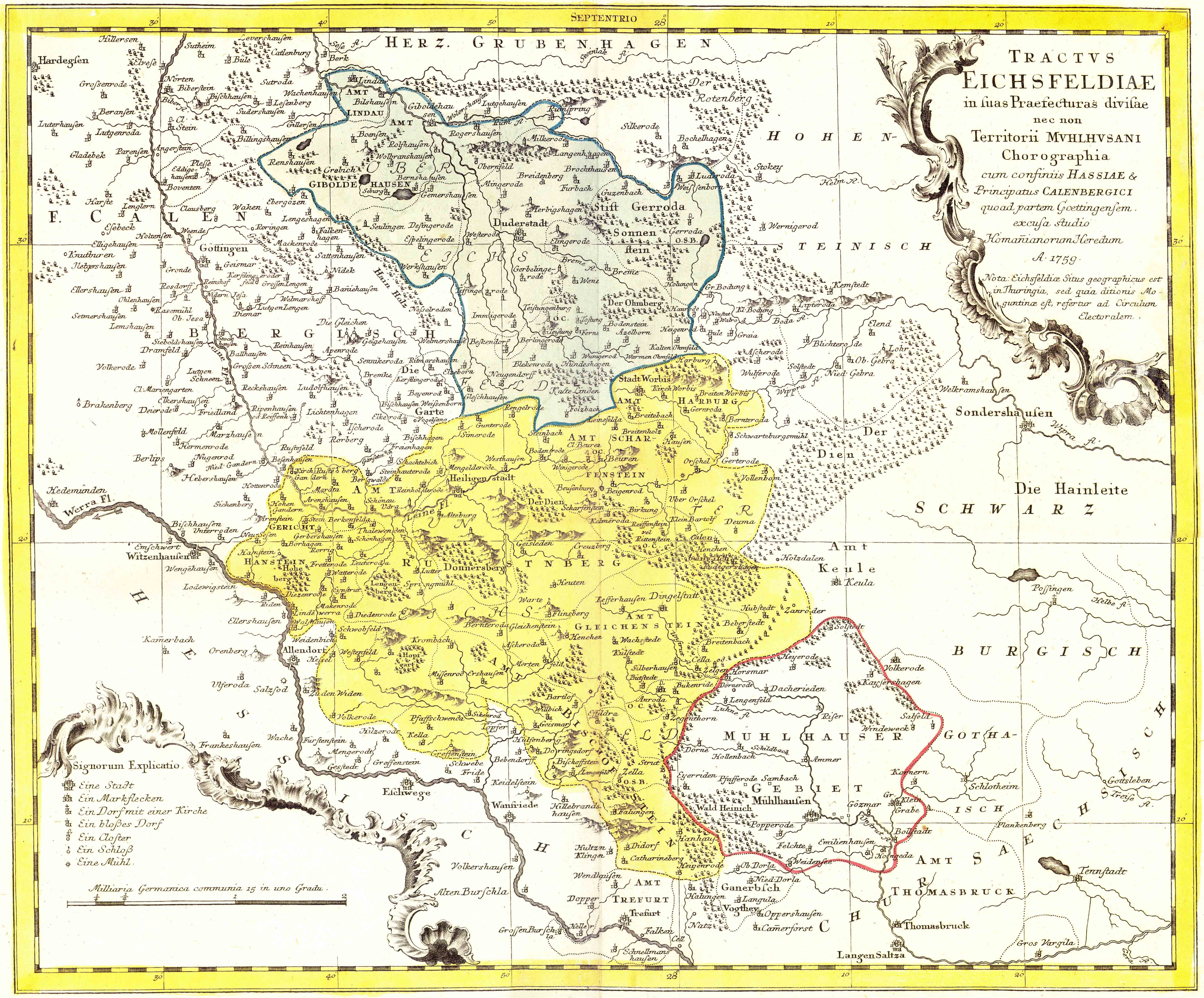
Das Eichsfeld und das Gebiet der Freien und Reichsstadt Mühlhausen mit Eyerriden (Eigenrieden) um 1759 (Die Karte enthält einige Fehler: siehe Kartenbeschreibung auf Commons)

Die Hofstellen des Ortes gruppieren sich um einen dreieckigen Anger im Süden. Westlich der Ortslage wurde im 14. Jahrhundert mit der Anlage des Mühlhäuser Landgrabens begonnen. Er diente dem Schutz des ehemaligen Königsgutsbesitzes der Reichsstadt Mühlhausen und schloss Eigenrieden mit ein. Der Eigenrieder Abschnitts der Befestigungsanlage ist als Doppelgraben-Wallanlage ausgeführt. Am Westrand befand sich mit der Eigenrieder Warte ein bewachter Tordurchlass und Meldeposten für Mühlhausen. Das Untergeschoss der Eigenrieder Warte ist bis heute erhalten geblieben. Die Wallanlage ist heute Kulturdenkmal und mit einem naturnahen Buchenwald bestanden.
Über Jahrhunderte zählte Eigenrieden zum Einflussbereich der Reichsstadt Mühlhausen. 1565 zählte man in Eigenrieden 54 Mann Bevölkerung.
Am 1. Januar 1761, während des Siebenjährigen Krieges, wurde Eigenrieden von französischen Truppen besetzt. Am 12. Februar 1761 kam es nördlich und östlich des Ortes dann zu einem Gefecht mit preußischen Truppen und Hannoveranern, bei dem mehr als 200 Soldaten starben.
1802 fiel Eigenrieden zusammen mit Mühlhausen an das Königreich Preußen, von 1807 bis 1813 an das von Napoleon geschaffene Königreich Westphalen (Kanton Dörna) und wurde nach dem Wiener Kongress 1816 dem Landkreis Mühlhausen in der preußischen Provinz Sachsen zugeordnet.
Am nördlichen Dorfrand liegt die 1725 erbaute Dorfkirche St. Ulrich mit dem Friedhof. Jüngere Bebauung befindet sich im Westen des Ortes und nördlich der B 249, die den Ort im Norden tangiert. Dort entstand seit den 1990er Jahren auch ein Gewerbegebiet.
Auf dem Hohen Rode im Südwesten der Gemarkung Eigenrieden wurde 1980 ein 66 m hoher Radarturm der Roten Armee erbaut. 1995 wurde er gesprengt und an seiner Stelle ein Funkturm der Telekom errichtet. Dieser ist von Weitem sichtbar und kann als ein Erkennungszeichen von Eigenrieden angesehen werden.
Am 30. Juni 1994 wurde Eigenrieden in die Gemeinde Rodeberg eingegliedert.
Zum 1. Januar 2024 erfolgte die Auflösung Rodebergs und die damit verbundene Umgliederung von Eigenrieden in die Stadt Mühlhausen/Thüringen.

### Adelsgeschlecht von Eigenrieden
Mit Henricus de Oygeridin wird erstmals ein Adliger in einer Urkunde als Zeuge genannt. Das Adelsgeschlecht war vermutlich als Ministeriale zum Schutz der Güter auf der Burgstelle des Burgberges eingesetzt. Danach waren sie bis 1472 in Mühlhausen ansässig, um 1400 war ein Konrad von Eigenrieden dort Bürgermeister.

## Tourismus
Eigenrieden ist Ausgangs- und Endpunkt des Traditionswanderweges Rennstieg, der den gesamten Hainichkamm entlangführt. Außerdem beginnt hier der Wanderpfad über den Mühlhäuser Landgraben.

## Sonstiges
Als Zeugnisse eines derben   Volkshumors bildeten sich bereits vor Jahrhunderten Besonderheiten des   jeweiligen Dorfes charakterisierende Neck- und Spitznamen heraus. Demnach lebten hier im   Ort die Eigenrieder Kahlköppe (auch Kuhlköppe).